# كرم على درب
كتاب كرم على درب  للكاتب والمؤلف اللبناني ميخائيل نعيمة، تم اصداره عام 1948، يلخص فيه نعيمة الكثير من الاقوال والامثال المتألقة والتي فيها الحكمة الصافية والنظرة الثاقبة، بحيث تجد فيها المعاني الجديدة باستمرار، وتتنوع المواضيع التي بها الحكم والاقوال، من الصداقة، المعرفة، المحبة، العمل والاخلاق وغيرها الكثير.

## اقتباسات
- أول حكمة من حكم الكتاب والتي هي موجهة للقارئ مباشرة (لكل كلمة أذن .. ولعل أذنك ليست لكلماتي فلا تتهمني بالغموض)
- من قال أنه يعطي ولا يأخذ فقد أخذ فوق ما يستحق
- محراثك من حديد .. ومحراثي من قصب .. وحقلك من تراب وحقلي من ورق .. فكلانا مزارع .. وما الفرق الا في انك تبذر من كفك وأبذر من قلبي .. فتستغل لتأكل .. وأستغل لأؤكل
- من مشى وظهره إلى الشمس مشى مقوداً بظله
- إقتلني إذا شئت .. فلن يأخذ بثأري منك غيرك
- تقاتل نسران على جيفة فكانت من نصيب الثعلب
- لعمري هل أقل كرامة ممن يصون كرامته بشتمة أو بلطمة ؟
- للأسد هيبة في موته ليست للكلب في حياته
- كل لاعن ملعون بلعنته
- بعضهم يشتري الشهرة .. وبعضهم تشتريه
- قيل لمُرابٍ : غداً تقوم القيامة .. فصاح .. وا طربي ! إذاً تقوم صكوكي التي ماتت بمرور الزمن
- كيف تسألني من أنا وأنت تجهل من أنت !!
- جمرة في القلب ولا دمعة في العين
- لا تغرب الشمس الا عن اللذين يغربون عنها
- كل قتيل .. قتيلان
- عن تصفية الحساب ستجد ان للناس عليك مقدار ما لك عليهم لا أكثر ولا اقل
- كن إلى الغفران اسبق من المستغفر إلى الاستغفار .. فانما أنت غافر ذنبك قبل ذنبه
- ما ظلمك مثل الذي أحبك دون كل الناس
- جارك من جاورت قلبه
- ما تفهمه من كلامي هو لك .. وما لا تفهمه فهو لغيرك
- ما ذنبي إذا ما رأيتك أكبر مما ترى نفسك .. فكلمتك كما يليق أن يكلم الند نده !
- تتطلع أبداً إلى الغيب لتعرف بماذا سيأتيك الغد .. ألعلك أستهلكت كل ما جائتك به الساعة التي أنت فيها من هدايا لا تثمن
- تعب الأبرار راحة .. وراحة الاشرار تعب
- كثير التشكي عدو نفسه .. وعدو الناس .. وعدو الله !
- كيف تعرف عيباً ليس فيك ؟
- ان لم تكن بئراً فكن دلواً .. أو لم تكن دلواً فكن حبلاً .. أو لم تكن حبلاً فكن بكرة في الاقل . .ولا تكن حجراً يطرحه العابثون في البئر ليسمعوا ضجة الماء فيها
- زوال النعمة .. بعضٌ من دوامها
- نام الثعلب في عرين الاسد ثم استفاق فإذا به ما يزال ثعلباً !
- كلما تغاضيت عن مساوء الغير تغاضت عن مساوئي